# Trockenhänge Oderberg-Liepe
Trockenhänge Oderberg-Liepe este o arie protejată (sit de importanță comunitară — SCI) din Germania întinsă pe o suprafață de 53,95 ha, integral pe uscat.

## Localizare
Centrul sitului Trockenhänge Oderberg-Liepe este situat la coordonatele 52°51′56″N 14°01′49″E / 52.8656°N 14.0303°E.

## Înființare
Situl Trockenhänge Oderberg-Liepe a fost declarat sit de importanță comunitară în martie 2004 pentru a proteja un număr necunoscut de specii din flora spontană și fauna sălbatică aflate în arealul zonei.

## Biodiversitate
Situată în ecoregiunea continentală, aria protejată conține 2 habitate naturale: Pajiști calcaroase din nisipuri xerice, Pajiști stepice subpanonice.
La baza desemnării sitului se află un număr nedeclarat de specii protejate.